# Логарифмический декремент колебаний

Логарифм отношения амплитуд в точках, ограниченных периодом Т, равен логарифмическому декременту колебаний λ

Логарифми́ческий декреме́нт колеба́ний (декреме́нт затуха́ния; от лат. decrementum — «уменьшение, убыль») — безразмерная физическая величина, описывающая уменьшение амплитуды колебательного процесса и равная натуральному логарифму отношения двух последовательных амплитуд колеблющейся величины x в одну и ту же сторону:
{\displaystyle \lambda =\ln {\frac {x_{0}}{x_{1}}}.}
Логарифмический декремент колебаний равен коэффициенту затухания β, умноженному на период колебаний T:
{\displaystyle \lambda =\beta T.}
Этот параметр применяется, как правило, для линейных колебательных систем, поскольку в нелинейных системах период колебания, вообще говоря, зависит от амплитуды, а закон убывания амплитуды отличается от экспоненциального. В линейных системах колеблющаяся величина изменяется со временем как
{\displaystyle x(t)=Ae^{-\beta t}\cos \omega t,}
где A = x(0) — начальная амплитуда, t — время, ω = 2π/T — циклическая частота колебания. 
Обозначив Xn = x(nT), получаем отсюда, что отношение величин Xk и Xk+1 равно
{\displaystyle X_{k}/X_{k+1}={\frac {e^{-\beta kT}}{e^{-(k+1)\beta T}}}\cdot {\frac {\cos(2\pi k)}{\cos(2\pi (k+1))}}=e^{\beta T}.}
Логарифмический декремент равен показателю этой экспоненты:
{\displaystyle \lambda =\ln(X_{k}/X_{k+1})=\ln e^{\beta T}=\beta T.}
Если энергия колебательной системы пропорциональна x, то её добротность (относительная потеря энергии за время нарастания фазы на 1 радиан) равна
{\displaystyle Q={\frac {2\pi }{1-e^{-2\lambda }}},}
а логарифмический декремент выражается через добротность как
{\displaystyle \lambda =-{\frac {1}{2}}\ln \left(1-{\frac {2\pi }{Q}}\right).}
Для систем с высокой добротностью (т. е. со слабым затуханием) {\displaystyle \lambda \ll 1,} поэтому можно, разложив {\displaystyle e^{-\lambda }} в ряд Маклорена по λ, ограничиться первыми двумя членами и заменить в этих формулах {\displaystyle e^{-\lambda }} на {\displaystyle 1-\lambda ,} что приводит к 
{\displaystyle Q\approx {\frac {\pi }{\lambda }},\qquad \lambda \approx {\frac {\pi }{Q}}.}